# Mount Poseidon
Mount Poseidon ist ein 1338 m hoher Berg auf Südgeorgien im Südatlantik. Er ist der zentrale und höchste Gipfel des Gebirgskamms The Trident südöstlich des Murray-Schneefelds und des Briggs-Gletschers.
Das UK Antarctic Place-Names Committee benannte ihn 2015 nach dem Meeresgott Poseidon aus der griechischen griechischen Mythologie, sowie auch die weiteren Gipfel des Gebirgskamms, Mount Thalassa und Mount Tethys, nach griechischen Gottheiten benannt sind.